# Mike O'Callaghan
Donal Neil O'Callaghan, även känd som "Mike" O'Callaghan, född 10 september 1929 i La Crosse, Wisconsin, död 5 mars 2004 i Las Vegas, Nevada, var en amerikansk demokratisk politiker. Han var den 23:e guvernören i delstaten Nevada 1971-1979.
O'Callaghan ljög om sin ålder när han 16 år gammal tog värvning i amerikanska marinkåren. Han tjänstgjorde senare både i flygvapnet och i armén. Han sårades i Koreakriget.
Efter Koreakriget arbetade han som lärare i high school och som boxningstränare. Han var Harry Reids historielärare och senare stödde Reids politiska karriär.
I 1970 års guvernörsval vann han överraskande mot republikanen Ed Fike. Han blev väldigt popular och valdes 1974 till en andra mandatperiod med en förkrossande majoritet.
O'Callaghans grav finns på Southern Nevada Veterans Memorial Cemetery i Boulder City.